# Герасименко Єфим Васильович
Єфим Васильович Герасименко (*1 квітня 1870 р. — †4 травня 1933 р.) — депутат Державної Думи Російської імперії від Волинської губернії, селянин-хлібороб.

## Життєпис

### Дитинство та юність
Народився 1 квітня 1870 року в селянській родині села Непізнаничі Сербівської волості Новоград-Волинського повіту Волинської губернії.
Батьки:
- Герасименко Василь Петрович
- Герасименко Ольга Павлівна

Брати:
- Стефан (1867)
- Йосип (1885)
- Миколай (1887)
- Петро (1889)

Сестри:
- Катерина (1869)
- Олександра (1891)

Після смерті старшого брата Стефана та одруження старшої сестри Катерини, яка проживала з чоловіком окремо від родини, велика доля домашньої роботи лягла на плечі Єфима. Навчатися почав з 13 років, коли в 1883 році в сусідньому селі відкрили приходське народне училище. На престольні свята разом з батьками відвідує Богослужіння в церкві Різдва Пресвятої Богородиці в селі Андрієвичі.
В 1892 році Єфим іде на військову службу і після неї повертається в родину, де з батьком працюють разом на власному господарстві. Заробивши грошей від продажу зернових, будує власну оселю для влаштування в подальшому особистого життя.

### Особисте життя
В 1896 році одружується з Марфою Кіндратівною Шишко. Через рік народжується син Пилип (1897), а потім донька Віра (1899)
Не дивлячись на те, що в родині небагато землі, всього 9,5 десятини, вона змогла з часом міцно стати на ноги. Уже в 1906 році щорічний прибуток становив 250 рублів.

### На державній службі
Односельці знали Єфима Васильовичі як успішного господаря і запропонували йому балотуватися на виборах до Державної Думи від Волинської губернії. За результатами виборів Єфим Васильович 1 листопада 1907 року стає депутатом Державної Думи Росії III скликання. Переїхавши до Санкт-Петербургу, здає більшу частину власного господарства в тимчасову оренду. У Думі працює у двох комітетах, де готовить законопроєкти щодо земельної реформи. Після закінчення депутатських повноважень через 5 років повертається в село і знову займається хліборобською справою. Через деякий час зумів збільшити свою земельну ділянку до 17 десятин. Успішним одноосібником працював аж до створення колгоспу в 1929 році. Разом з тим уже носив ярлик тодішньої влади «куркуль».
За несплату в зазначені терміни надмірно високих податків весною 1931 року господарства Єфима Васильовича «розкуркулюють», залишивши хату і господарські будівлі пустими. За «розкуркуленям» настав арешт, який відбувся 13 січна 1932 року.
Звинуватили звичайного хлібороба за статтею 54-10 КК УРСР (антирадянська пропаганда й агітація), а через місяць за рішенням ДПУ УРСР вислали на 3 роки до Казахстану.
У архівно-слідчій справі Герасименко Єфима Васильовича є довідка про смерть від 4 травня 1933 року.